# Maltese Premier League (2016/2017)
Premier League Malti 2016/2017 (ze względów sponsorskich zwana jako BOV Premier League) – była 102. edycją najwyższej klasy rozgrywkowej piłki nożnej na Malcie.
Brało w niej udział 12 drużyn, które w okresie od 19 sierpnia 2016 do 6 maja 2017 rozegrały 33 kolejek meczów.
Obrońcą tytułu była drużyna Valletta.
Mistrzostwo po raz dwunasty w historii zdobyła drużyna Hibernians.

## Drużyny
| Uczestnicy poprzedniej edycji | Uczestnicy poprzedniej edycji | Uczestnicy poprzedniej edycji | Uczestnicy poprzedniej edycji |
| --- | ----------------------------- | ----------------------------- | ----------------------------- |
| VAL | Valletta FC                   | Valletta                      | 1                             |
| HIB | Hibernians                    | Paola                         | 2                             |
| BIR | Birkirkara FC                 | Birkirkara                    | 3                             |
| BAL | Balzan FC                     | Balzan                        | 4                             |
| FLO | Floriana FC                   | Floriana                      | 5                             |
| TAR | Tarxien Rainbows              | Tarxien                       | 6                             |
| SLI | Sliema Wanderers              | Sliema                        | 7                             |
| PEM | Pembroke Athleta              | Pembroke                      | 8                             |
| MOS | Mosta                         | Mosta                         | 9                             |
| po barażach |                               |                               |                               |
| STA | St. Andrews FC                | St. Andrew’s                  | 10                            |
| Awans z Maltese First Division |                               |                               |                               |
| GŻI | Gżira United FC               | Gżira                         | 1                             |
| ĦAM | Ħamrun Spartans               | Ħamrun                        | 2                             |
| Oznaczenia: - kolumna pierwsza – skróty nazw drużyn, - kolumna trzecia – siedziba klubu, - kolumna czwarta – miejsce zajęte w poprzednim sezonie. |                               |                               |                               |

## Format rozgrywek
W odróżnieniu od poprzednich sezonów, punkty zdobyte w pierwszych 22 meczach nie były zmniejszane o połowę. Każda drużyna rozegrała 33 mecze, u siebie i na wyjeździe ze sobą (22 mecze), a następnie jeszcze jeden mecz (u siebie lub na wyjeździe) przeciwko sobie.

## Tabela
| Lp. | Drużyna              | M  | Z  | R  | P  | B+ | B- | +/– | Pkt | Kwalifikacja lub spadek                     |
| --- | -------------------- | -- | -- | -- | -- | -- | -- | --- | --- | ------------------------------------------- |
| 1   | Hibernians (M)       | 33 | 22 | 5  | 6  | 64 | 31 | +33 | 71  | Liga Mistrzów UEFA • I runda kwalifikacyjna |
| 2   | Balzan               | 33 | 19 | 7  | 7  | 66 | 40 | +26 | 64  | Liga Europy UEFA • I runda kwalifikacyjna   |
| 3   | Birkirkara           | 33 | 18 | 8  | 7  | 64 | 30 | +34 | 62  | [ i ]                                       |
| 4   | Valletta             | 33 | 16 | 11 | 6  | 51 | 29 | +22 | 59  | Liga Europy UEFA • I runda kwalifikacyjna   |
| 5   | Floriana (P)         | 33 | 15 | 9  | 9  | 51 | 37 | +14 | 54  | Liga Europy UEFA • I runda kwalifikacyjna   |
| 6   | Sliema Wanderers     | 33 | 15 | 7  | 11 | 47 | 37 | +10 | 52  |                                             |
| 7   | Gżira United         | 33 | 10 | 7  | 16 | 43 | 51 | −8  | 37  |                                             |
| 8   | St. Andrews          | 33 | 9  | 10 | 14 | 45 | 51 | −6  | 37  |                                             |
| 9   | Tarxien Rainbows     | 33 | 8  | 11 | 14 | 38 | 48 | −10 | 35  |                                             |
| 10  | Ħamrun Spartans      | 33 | 9  | 6  | 18 | 44 | 61 | −17 | 33  |                                             |
| 11  | Mosta (B, O)         | 33 | 7  | 5  | 21 | 29 | 71 | −42 | 21  | Baraż o Maltese Premier League              |
| 12  | Pembroke Athleta (S) | 33 | 4  | 6  | 23 | 28 | 84 | −56 | 18  | Spadek do Maltese First Division            |

1. ↑  Birkirkara mimo zakwalifikowania się do Ligi Europy UEFA poprzez ligę z powodu nieotrzymania licencji UEFA nie zagrała w niej. Jej miejsce zajęła Valletta[2].
2. ↑  Mosta odjęto pięć punktów za dokonywanie nielegalnych płatności graczowi zarejestrowanemu jako amator[3].

## Wyniki
| Gospodarz \ Gość | BAL | BIR | FLO | GŻI | ĦAM | HIB | MOS | PEM | SLI | StA | TAR | VAL | BAL | BIR | FLO | GŻI | ĦAM | HIB | MOS | PEM | SLI | StA | TAR | VAL |
| ---------------- | --- | --- | --- | --- | --- | --- | --- | --- | --- | --- | --- | --- | --- | --- | --- | --- | --- | --- | --- | --- | --- | --- | --- | --- |
| Balzan           |     | 1–1 | 1–3 | 3–1 | 3–1 | 2–1 | 3–2 | 4–0 | 1–2 | 3–0 | 2–2 | 2–2 |     |     |     | 3–1 | 1–1 |     | 7–1 |     |     | 2–1 |     | 0–1 |
| Birkirkara       | 3–0 |     | 1–2 | 2–1 | 2–1 | 0–1 | 2–0 | 2–0 | 1–2 | 4–0 | 3–1 | 0–1 | 3–1 |     |     |     | 3–0 | 2–0 | 3–0 |     |     | 2–2 |     |     |
| Floriana         | 0–1 | 1–1 |     | 1–0 | 5–1 | 0–0 | 4–0 | 2–1 | 1–3 | 4–1 | 1–1 | 2–0 | 0–2 | 1–2 |     | 1–1 |     | 2–3 |     | 2–0 |     |     |     | 1–1 |
| Gżira United     | 1–2 | 1–7 | 4–3 |     | 0–2 | 0–3 | 3–0 | 3–0 | 1–0 | 3–2 | 1–1 | 1–3 |     | 1–1 |     |     |     |     |     | 5–1 | 0–1 |     | 1–0 | 1–1 |
| Ħamrun Spartans  | 0–1 | 2–0 | 1–1 | 1–1 |     | 1–4 | 3–0 | 2–1 | 0–3 | 3–1 | 2–3 | 0–3 |     |     | 1–2 | 1–3 |     |     |     | 1–2 | 0–2 | 1–1 |     | 2–1 |
| Hibernians       | 0–2 | 1–2 | 2–2 | 1–1 | 1–3 |     | 3–1 | 1–1 | 3–1 | 1–0 | 1–0 | 1–0 | 3–1 |     |     | 2–0 | 3–3 |     | 4–0 |     |     | 3–1 |     |     |
| Mosta            | 0–1 | 0–2 | 0–1 | 2–1 | 2–5 | 0–2 |     | 0–3 | 2–1 | 1–0 | 0–2 | 0–1 |     |     | 0–2 | 1–4 | 2–1 |     |     | 4–2 |     | 1–2 |     | 0–4 |
| Pembroke Athleta | 1–2 | 2–1 | 1–2 | 0–0 | 1–0 | 1–2 | 0–3 |     | 0–1 | 2–2 | 2–2 | 0–3 | 2–5 | 0–2 |     |     |     | 0–3 |     |     | 0–2 |     | 1–1 |     |
| Sliema Wanderers | 1–1 | 2–1 | 3–1 | 1–0 | 1–2 | 0–1 | 1–1 | 1–1 |     | 1–1 | 2–1 | 1–2 | 2–1 | 1–1 | 3–0 |     |     | 1–2 | 1–1 |     |     |     | 1–1 |     |
| St. Andrews      | 0–1 | 1–1 | 1–3 | 1–0 | 3–1 | 1–2 | 1–1 | 4–1 | 3–0 |     | 1–0 | 0–0 |     |     | 0–0 | 2–3 |     |     |     | 6–0 | 1–4 |     | 1–0 | 3–1 |
| Tarxien Rainbows | 2–2 | 0–4 | 1–0 | 1–0 | 2–1 | 1–2 | 1–1 | 7–1 | 1–0 | 1–1 |     | 1–1 | 0–3 | 0–1 | 0–1 |     | 1–1 | 1–6 | 1–3 |     |     |     |     |     |
| Valletta         | 2–2 | 1–1 | 0–0 | 1–0 | 2–0 | 0–2 | 0–0 | 5–1 | 2–1 | 1–1 | 1–0 |     |     | 3–3 |     |     |     | 1–0 |     | 4–0 | 3–1 |     | 0–2 |     |

1. ↑  Mecz 22. kolejki między Pembroke Athleta, a Mosta został zweryfikowany jako walkower 0-3 dla Mosta. Wynik na boisku 5-0 dla Pembroke[8].

## Baraż o Maltese Premier League
Mosta wygrała baraż z czwartą drużyną Maltese First Division Qormi o miejsce w Maltese Premier League na sezon 2017/2018.
| 12 maja 2017 | Mosta                                                                                      | 3:1   | Qormi          |                                                                |
| 19:30        | Jean Pierre Mifsud Triganza 56' · Pedro Henrique dos Santos Calçado 58' · Njongo Priso 82' | (0:1) | 6' Darko Medic | Ta’ Qali Stadium, Ta’ Qali Widzów: 746 Sędzia: Alan Mario Sant |

## Najlepsi strzelcy
| Bramki | Strzelcy               | Drużyna          |
| ------ | ---------------------- | ---------------- |
| 23     | Bojan Kaljević         | Balzan           |
| 16     | Jurgen Degabriele      | Hibernians       |
| 14     | Mario Fontanella       | Floriana         |
| 13     | Vito Plut              | Birkirkara       |
| 12     | Jake Grech             | Ħamrun Spartans  |
| 11     | Alexander Nilsson      | Tarxien Rainbows |
| 11     | Jean Paul Farrugia     | Sliema Wanderers |
| 10     | Jorge Pereira da Silva | Hibernians       |
| 10     | Srđan Dimitrov         | Birkirkara       |
| 9      | Njongo Priso           | Mosta            |
| 9      | Ignacio Varela         | Floriana         |
| 9      | Massimiliano Giusti    | Ħamrun Spartans  |
| 9      | Maximiliano Velasco    | Valletta         |

Źródło: 

## Stadiony
| Ta’ QaliTony BezzinaVictor · Tedesco | Ta’ Qali         | Paola                | Marsa                  |
| Ta’ QaliTony BezzinaVictor · Tedesco | Ta’ Qali Stadium | Tony Bezzina Stadium | Victor Tedesco Stadium |
| Ta’ QaliTony BezzinaVictor · Tedesco |                  |                      |                        |

Źródło: 